# Albatros D.III
Albatros D.III – niemiecki dwupłatowy samolot myśliwski zaprojektowany w 1916 roku i zbudowany w niemieckiej wytwórni Albatros-Werke GmbH w Berlinie. Jeden z podstawowych niemieckich myśliwców I wojny światowej.

## Historia

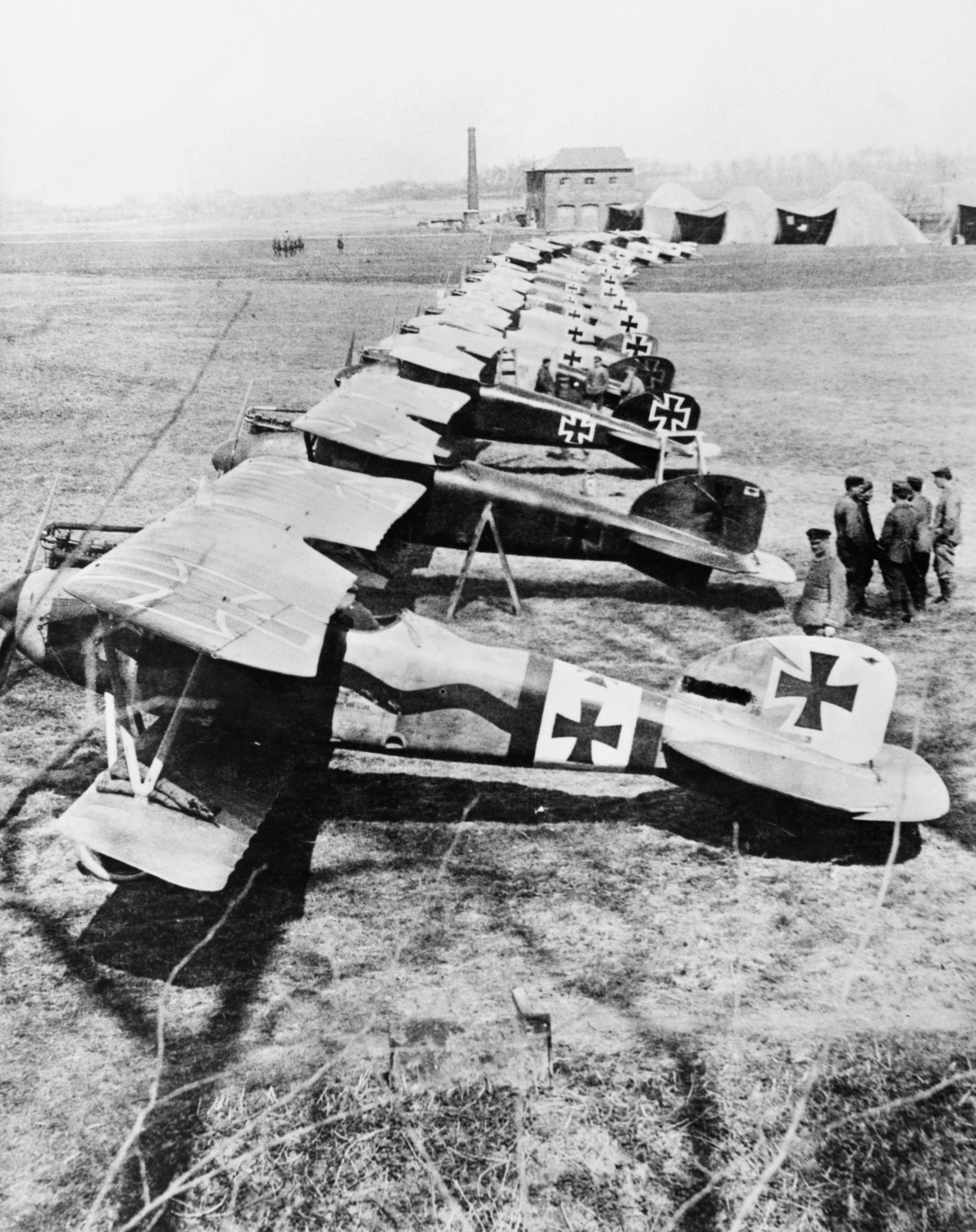
Albatrosy D.III z Jasta 11 w Douai, Francja

W pierwszej połowie 1916 roku inż. Robert Thelen z niemieckiej wytwórni Albatros Flugzeugwerke GmbH, korzystając z doświadczeń lotników używających samolotów myśliwskich Albatros D.I i D.II rozpoczął opracowywanie nowego samolotu myśliwskiego dla lotnictwa niemieckiego. Zgodnie z wymaganiami miał to być samolot o dobrej zwrotności, zdolności do szybkiego manewru w pionie, dużej prędkości wznoszenia oraz wytrzymałości na przeciążenia.
Do napędu samolotu użyto używanego w poprzednich samolotach silnika rzędowego, także kadłub był taki sam, jak w Albatrosie D.II, natomiast zastosowano płat dolny o mniejszej cięciwie, niż płat górny (było to inspirowane układem półtorapłata, stosowanym na francuskich myśliwcach Nieuport). Płaty połączono słupkami w kształcie litery V. Oba płaty – górny dwudźwigarowy i dolny jednodźwigarowy, były kryte płótnem. Kadłub miał konstrukcję półskorupową o pracującym pokryciu wykonanym ze sklejki. Usterzenie pionowe i poziome miało kształt półokrągły oraz dość dużą powierzchnię.
Prototyp samolotu Albatros D.III oblatano we wrześniu 1916 roku. Okazał się samolotem łatwym w pilotażu, zwrotnym, wytrzymałym i o dobrych osiągach.
Wadą samolotu okazała się mała sztywność komory płatów (wynikająca z połączenia słupkami w kształcie litery V i nie najlepszej wytrzymałości dolnych płatów). Podczas dużych przeciążeń (np. wyprowadzanie z lotu nurkowego) dochodziło do odkształceń okuć dolnego płata, czasem nawet z jego ukręceniem podczas lotu.
Po wprowadzeniu drobnych poprawek uruchomiono w 1917 roku produkcję seryjną samolotu. Wyprodukowano łącznie 1340 samolotów Albatros D.III, głównie w zakładach Ostdeutsche Albatros-Werke w Pile. Produkcję licencyjną ulepszonej wersji Albatros D.III (Oef) podjęto w austriackich zakładach Oeffag.
Samoloty od grudnia 1916 roku kierowane były do niemieckich jednostek lotniczych na front, głównie zachodni. Miały one większą prędkość wznoszenia od samolotów alianckich, lecz ustępowały im zwrotnością. W pierwszej połowie roku 1917 Albatrosy dominowały na polu bitwy nad starszymi myśliwcami Ententy, przyczyniając się do ciężkich strat brytyjskich w „krwawym kwietniu” 1917 roku. Na samolocie walczyła większość niemieckich asów lotniczych tego okresu, m.in. Manfred von Richthofen i Ernst Udet. Od połowy tego roku, z wejściem do służby nowych myśliwców Ententy, przewaga Albatrosów została zredukowana, lecz służyły do końca wojny. Następcą Albatrosa stał się Fokker D.VII.

## Użycie samolotu w lotnictwie polskim

Silnik Mercedes D.IIIa eksponowany w MLP w Krakowie

Po zakończeniu I wojny światowej 10 samolotów Albatros D.III zostało zdobytych przez Polaków. Ponadto dwa samoloty tego typu w 1920 roku zostały zmontowane ze zdobytych części w warsztatach Stacji Lotniczej w Poznaniu na lotnisku Ławica. W latach 1919–1921 znajdowały się one w eskadrach myśliwskich: 7. (1 egzemplarz) i 13. (2 egz.), w eskadrach wywiadowczych: 4. (1 egz.), 5. (2 egz.), 12. (1 egz.), w Wojskowej Szkole Lotniczej w Warszawie (2 egz.) i w Wyższej Szkole Pilotów na lotnisku Ławica (3 egz.). Na Ławicy instruktor akrobacji Adam Haber-Włyński wyszkolił późniejszego pilota-instruktora i literata Janusza Meissnera.
Na samolotach tych polscy lotnicy walczyli w latach 1919–1920 i w wojnie polsko-bolszewickiej, gdzie zdobyły opinię niezawodnych samolotów. Należy dodać, że używano w Polsce również 38 austriackich Albatros D.III (Oef).
Po zakończeniu działań wojennych w latach 1921–1926 samoloty Albatros D.III używano w 15 eskadrze myśliwskiej 3 pułku lotniczego w Poznaniu, a później do 1932 roku w eskadrze treningowej tego pułku.

## Opis techniczny
Samolot myśliwski Albatros D.III był jednomiejscowym samolotem, dwupłatem o konstrukcji mieszanej, przeważnie drewnianej. Kabina odkryta. Podwozie klasyczne – stałe.